# Kloster Trapa von Santa Susana
Das Kloster Trapa von Santa Susana (spanisch: Monasterio de Santa María de la Trapa de Santa Susana) ist eine ehemalige Zisterzienserabtei in der Gemeinde Maella, Comarca Bajo Aragón-Caspe in der Provinz Saragossa in Aragonien in Spanien. Die Anlage liegt rund fünf Kilometer nördlich von Maella an der Straße A-1411 nach Mequinenza am Ebro.

## Geschichte

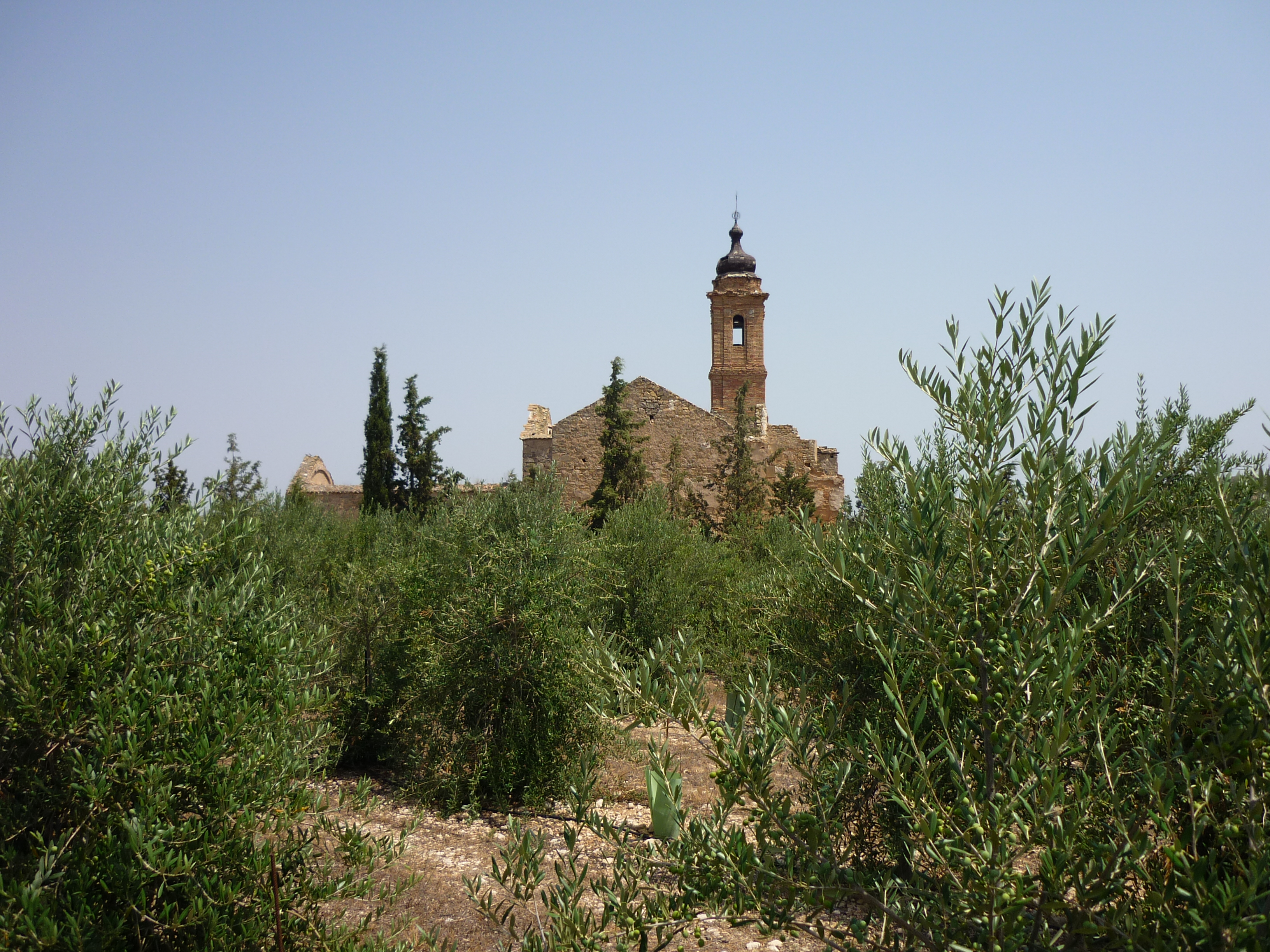
Ansicht von Westen

Das Kloster soll bereits im 6. Jahrhundert als Benediktinerinnenkloster errichtet worden sein, ging in der Zeit der maurischen Besetzung unter und wurde nach der Reconquista vom Orden von Calatrava dem Kloster Escarp übergeben, der dort 1227 eine Grangie oder ein Priorat einrichtete. Die Anlage erlebte ein wechselvolles Schicksal und kam zeitweise am Ende des 16. Jahrhunderts an die Franziskaner, die aber später nach Maella übersiedelten, worauf die Zisterzienser die Anlage wieder übernahmen. 1796 siedelten sich aus Frankreich exilierte Zisterzienser des Zweigs der Trappisten an (daher die Bezeichnung „La Trapa“). Auf Grund der Klosteraufhebung (Desamortisation) unter der Regierung von Juan Álvarez Mendizábal im Jahr 1835 verließen die Mönche 1837 das Kloster, das seither dem Verfall ausgesetzt ist.

### Von La Valsainte bis La Oliva. Geschichte der Trappisten von Santa Susana
Auf Anweisung von Augustin de Lestrange reisten im April 1793 zwei Mönche von der Kartause La Valsainte zur Klostergründung nach Spanien. Zur Abwicklung von Ankauf und Genehmigungsverfahren machten sie einen Zwischenaufenthalt im Monestir de Santa Maria de Poblet, wo sie Anfang 1794 um zehn weitere Mönche verstärkt wurden. Im Januar 1796 kam es dann zur Gründung des Klosters Santa Susana, das 1798 zur Abtei erhoben wurde (erster Abt: Gerasimo d'Alcantara, 1760–1804; Nachfolger: Ildefons Diez y Cano, † 1914, dann: Simeón Carracedo). Von 1810 bis 1813 mussten die Mönche vor Napoleon Bonaparte auf die Insel Mallorca fliehen. Von 1820 bis 1829 waren sie neuerlich vertrieben und lebten im Kloster Saint-Aubin (heute: Saint-Aubin-de-Médoc) bei Bordeaux. Nach weiteren sechs Jahren in Santa Susana mussten sie das Kloster 1835 endgültig aufgeben und flüchteten teils nach Saint-Aubin, teils ins Kloster Melleray, teils in andere französische Klöster, blieben aber rechtlich als Gemeinschaft erhalten und besiedelten 1869 das von Bischof Louis Marie Épivent (1805–1876) zur Verfügung gestellte Kloster Divielle bei Dax (Landes). Von dort wurden die Spanier unter ihnen 1880 von der antiklerikalen Dritten Republik nach Spanien vertrieben und lebten von November 1880 bis November 1881 im Kloster San Pedro de Cardeña, um dann (aus finanziellen Gründen) an den Wallfahrtsort Santa Maria del Hort (auch: Santuario de la Virgen de Lord oder katalanisch: Santuari de la Mare de Déu de Lord) in San Lorenzo de Morunys, Bistum Solsona, in Katalonien zu wechseln, wo die Lebensbedingungen so schwierig waren, dass man den Ort 1884 wieder aufgab zugunsten des ehemaligen Prämonstratenserklosters Monasterio de Bellpuig, Bistum Urgell, das seit 1835 Bauernhof war. Hier kämpfte die Gemeinschaft fünf Jahre mit neuen Schwierigkeiten und ging dann, inzwischen auf 49 Köpfe angewachsen, 1889 auf das Anwesen La Aldehuela am Manzanares (östlich Getafe im Süden von Madrid), das von den Mönchen umgetauft wurde in Kloster Val San José („Sankt Josefstal“). Hier wuchs die Gemeinschaft zeitweise auf 91 Köpfe an, doch hatte sie unter der wachsenden Abwässerflut der Stadt Madrid zu leiden und kaufte deshalb 1927 (zum Abschluss des langen Herumirrens) das leerstehende Kloster La Oliva (Navarra), das noch heute Bestand hat.

## Bauten und Anlage

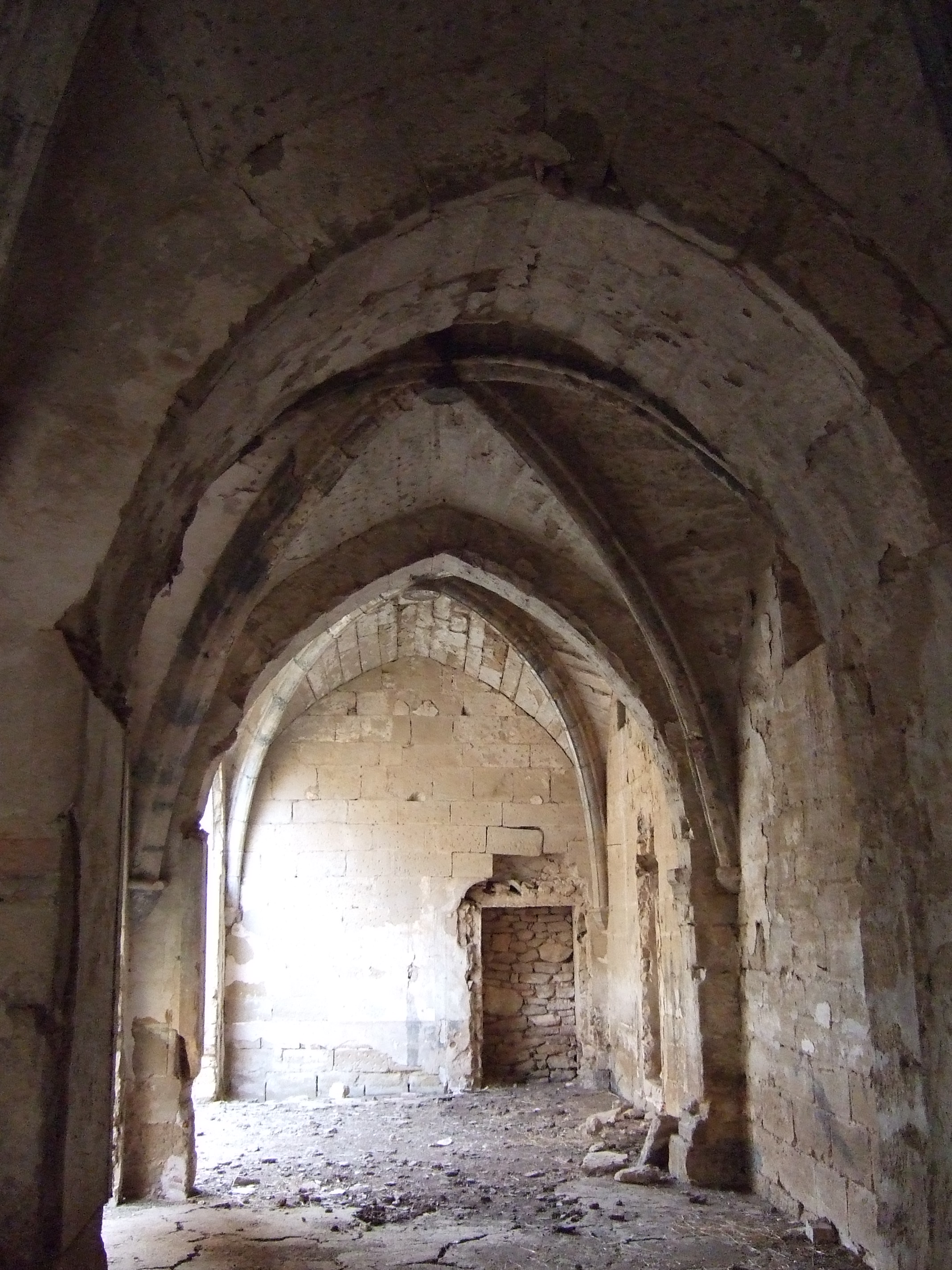
Gotisches Seitenschiff

Die in Teilen noch gotische, nach Westen orientierte Anlage ist ruinös erhalten. Die Kirchenruine wird von einem barocken Turm überragt. Das Kloster besaß sechs Dormitorien.